# Evangelización en la Nueva España

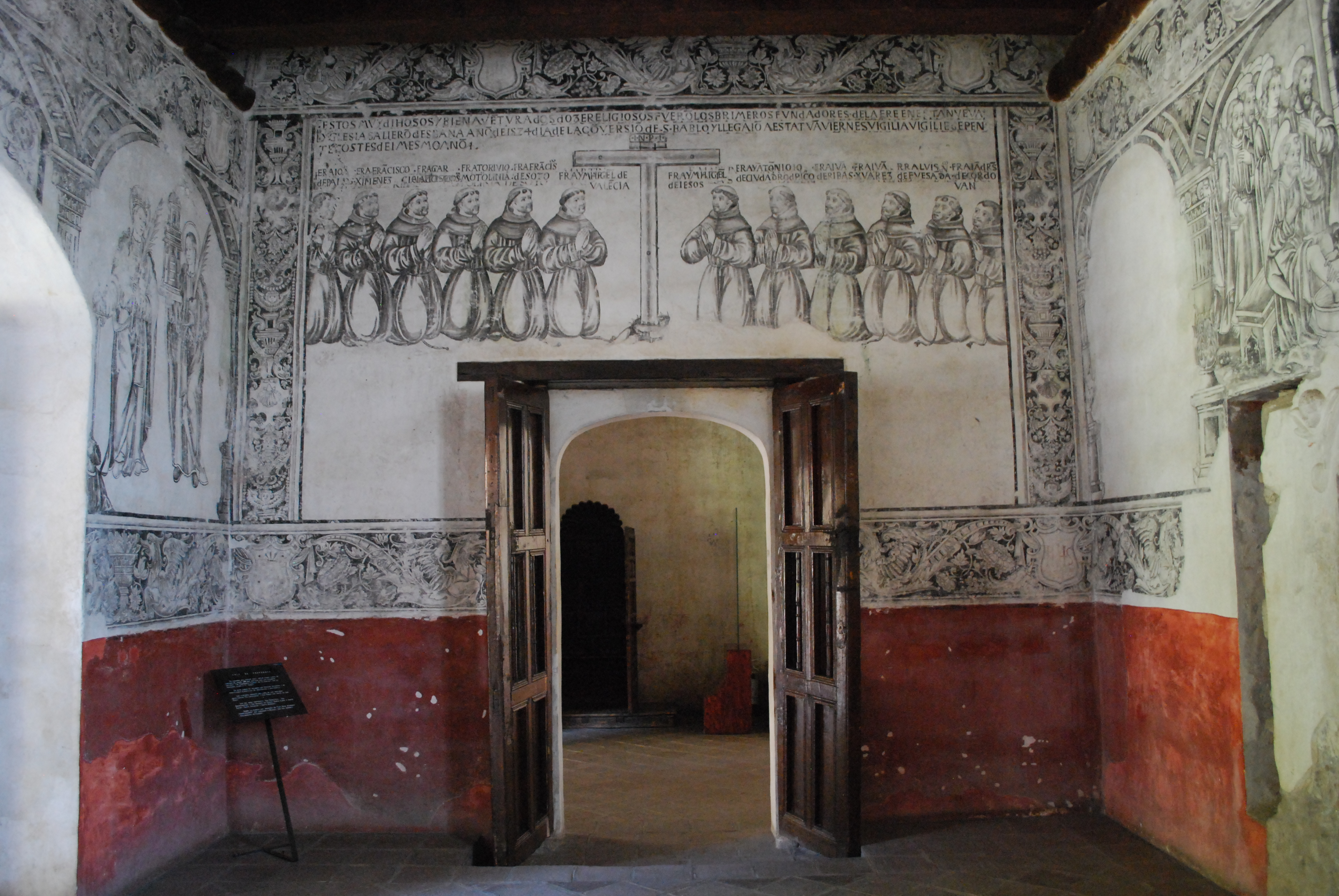
Fresco de los apóstoles de México en la sala de Profundis del convento de San Miguel Arcángel de Huejotzingo.

La evangelización en la Nueva España, también llamada por algunos autores conquista espiritual, fue un proceso histórico que incluyó la predicación, la enseñanza y la implantación de la fe católica en los territorios de la Nueva España y la transmisión de la cultura occidental. La religión católica fue un elemento clave en la expansión de la monarquía hispánica y punto fundamental en su desarrollo posterior al ser la Iglesia de Roma un aliado político de los españoles y los conquistadores, quienes justificaron en todo momento sus acciones expansivas en el derecho divino y la enseñanza de la fe para los infieles.

## Introducción

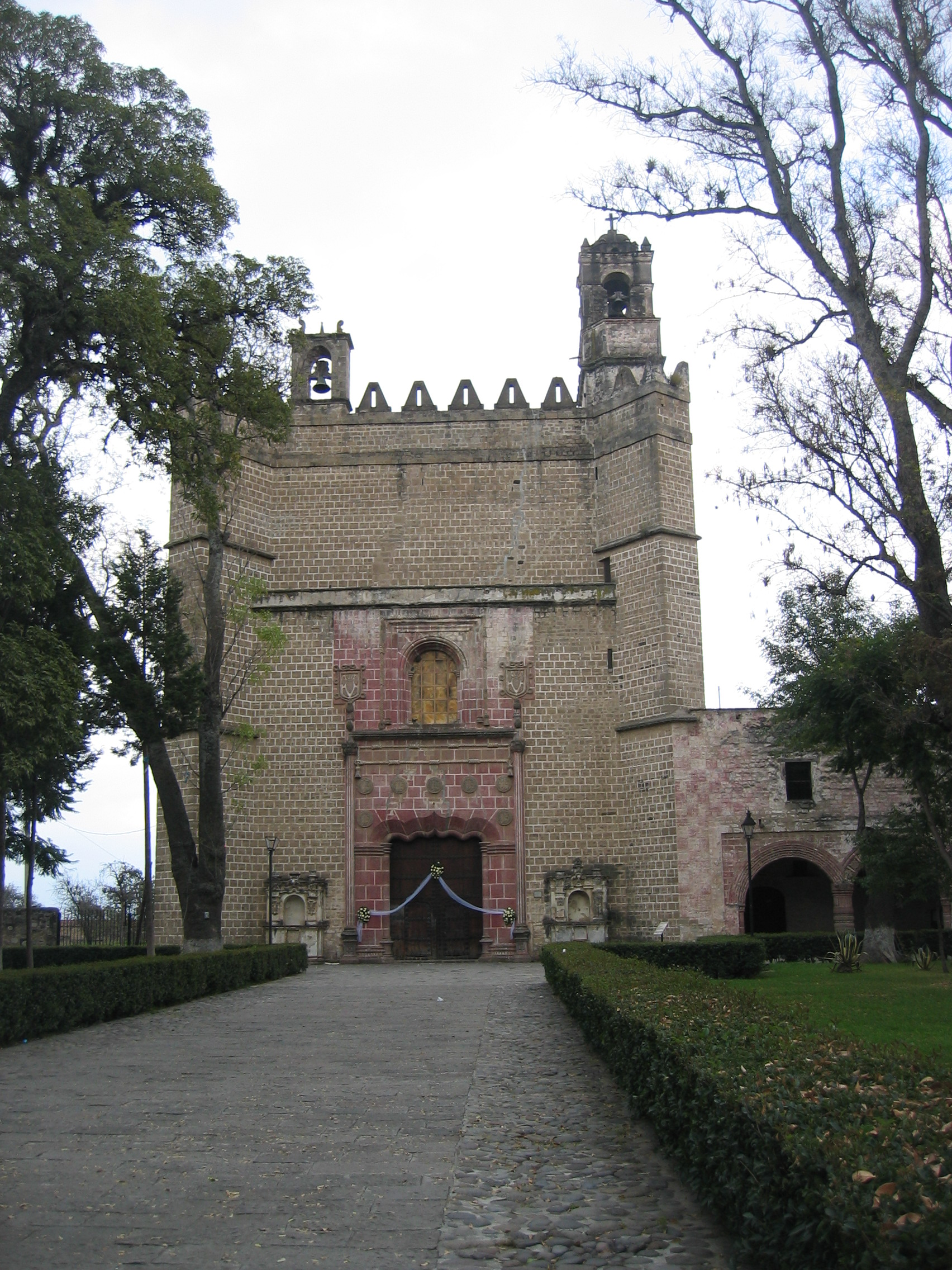
Portada del convento franciscano de Huejotzingo, Puebla, México.

En el caso de la Nueva España la enseñanza de la religión fue una necesidad primordial al tener enormes núcleos de población en Mesoamérica con un grado avanzado de desarrollo religioso, así como estados teocráticos y prácticas opuestas a principios religiosos occidentales como el sacrificio humano y la poligamia. Millones de indígenas tenían que ser adoctrinados en el catolicismo por la Monarquía hispánica para tres fines fundamentales: la salvación eterna, el credo católico y su integración a los usos occidentales.
En el caso de la Nueva España la enseñanza de la religión fue una necesidad primordial al tener enormes núcleos de población en Mesoamérica con un grado avanzado de desarrollo religioso, así como estados teocráticos y prácticas opuestas a principios religiosos occidentales como el sacrificio humano y la poligamia. Millones de indígenas tenían que ser adoctrinados en el catolicismo por la Monarquía hispánica para tres fines fundamentales: la salvación eterna, el credo católico y su integración a los usos occidentales.

«Dios los traía en sentido reprobado, cegándoles el corazón, como á Faraón, para que por sus pecados viniesen á pecar aun contra lo que la razón natural vedaba, hasta que Dios fuese servido, por su oculto é inscructable juicio, de inviar los españoles á que, haciendo primero las diligencias debidas, como se verá en la conquista, les hiciesen justa guerra hasta traerlos á que por su voluntad oyesen y rescibiesen el Evangelio.»[sic]
Francisco Cervantes de Salazar

España poseía a principios del siglo XVI aún el llamado espíritu de Reconquista para combatir a los infieles y la creencia en un plan divino para llevar el evangelio, la verdadera fe y la civilización a todos los rincones de la tierra, según las enseñanzas de Jesucristo.
Los reyes hispanos desde los Carlos I fueron los principales impulsores de este proceso que tuvo como protagonistas principales a los frailes de las llamadas órdenes mendicantes, las cuales además de atender la espiritualidad nativa con notables soluciones y métodos -que incluyeron esfuerzos importantes en arquitectura, pintura, música, teatro, traducción de textos y aprendizaje de lenguas indígenas- intentaron implementar entre las cantidades ingentes de indígenas mesoamericanos el estilo de vida europeo.

## Inicios
Mediante el Breve Inter caetera de 1493 suscrito por el Papa Alejandro VI, se otorgó a los Reyes Católicos (Isabel de Castilla y Fernándo de Aragón), en pago a sus servicios y a su fidelidad a la Iglesia católica la autorización y facultades necesarias para evangelizar a los habitantes de las tierras descubiertas por Cristóbal Colón apenas un año antes.

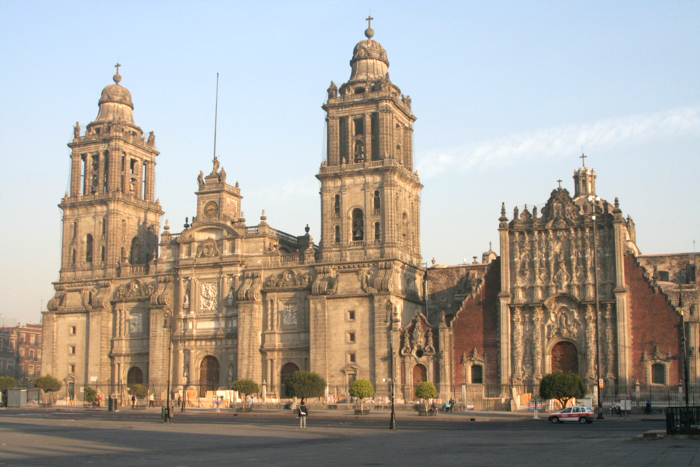
La Catedral fue un símbolo del poder religioso que las órdenes adquirieron durante el Virreinato. Fue construida entre 1572 y 1813.

Hernán Cortés -a sabiendas de la situación del clero secular en España  - solicitó en su tercera Carta de Relación a Carlos I "misioneros de las Órdenes de San Francisco y Santo Domingo, los cuales tengan los más largos poderes que Su Majestad pudiere", quienes arribarían a los territorios recién conquistados a enseñar la religión católica a los conquistados. Los religiosos de dichas órdenes poseían una trayectoria misional anterior -desde hacía varias décadas en territorios recuperados a los musulmanes- y fueron designados por la monarquía española como los encargados de liderar la labor misional en la Nueva España con atribuciones especiales como la posibilidad de impartir sacramentos y la administración de fondos económicos propios basados en el establecimiento del Regio Patronato Indiano.
El 25 de abril de 1521 el Papa León X concedió la bula Alias Felicis que autorizó a las órdenes mendicantes realizar la tarea misional en los nuevos territorios. Al año siguiente, el 9 de mayo de 1522, su sucesor Adriano VI, reiteró con la bula Exponi Nobis Fecisti al rey Carlos I la autoridad mendicante de la administración de sacramentos (bautizo, matrimonio, comunión y confesión) en donde no hubiera obispos a menos de dos jornadas de distancia del sitio misional.

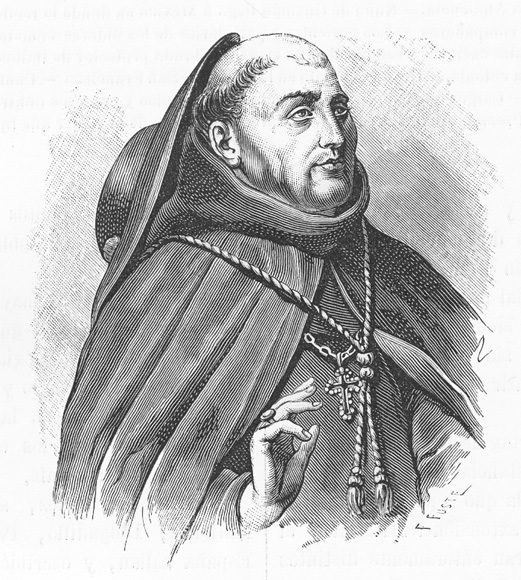
Juan de Zumárraga, nativo de Durango, Vizcaya.

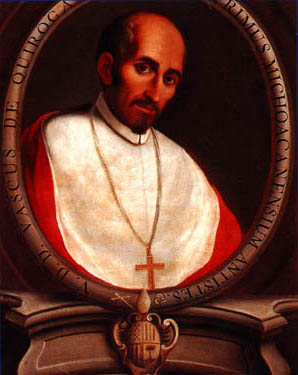
El Tata Vasco, natural de Madrigal, Castilla la Vieja.

Tres franciscanos llegaron en la expedición cortesana, pero no sería hasta el 15 de mayo de 1524 cuando arribó al puerto de Veracruz el grupo de los llamados Doce apóstoles de México: Martín de Valencia, Francisco de Soto, Martín de la Coruña, Juan Xuarez, Antonio de Ciudad Rodrigo, Toribio de Benavente (Motolinía), García de Cisneros, Luis de Fuensalida, Juan de Ribas, Francisco Jiménez, Andrés de Córdoba y Juan de Palos. Un interesante testimonio de su arribo y el primer contacto con los tlamatinime indígenas fue recogido de la tradición oral por Bernardino de Sahagún en sus Colloquios y doctrina christiana con que los doce frayles de San Francisco enviados por el Papa Adriano VI y por el Emperador Carlos V convirtieron a los indios de la Nueva España en lengua Mexicana y Española.

### Órdenes religiosas
Por órdenes del arzobispo primado de España, Alonso de Fonseca y Ulloa, y a petición del gobernante novohispano Hernán Cortés, arribaron a la Nueva España el 19 de enero de 1523 tres franciscanos, dirigidos por Pedro de Gante (pariente de Carlos I), Juan de Tecto y Juan de Aora, pertenecientes a la alta sociedad castellana. Aora y Tecto fueron llevados por Cortés a evangelizar las Hibueras, pero murieron en el trayecto. Gante, mientras tanto, siguió su labor en Nueva España, fundó hospitales y escuelas, estableció un convento y enseñó artes y oficios a los nativos. Murió en 1572, tras casi cincuenta años de labor. El 13 de mayo de 1524, llegó una nueva generación de misioneros franciscanos encabezados por fray Martín de Valencia, quienes ocuparon un papel preponderante como defensores de los indígenas y de sus tierras, se establecieron principalmente en Michoacán y Puebla. Algunos franciscanos de relieve en Nueva España fueron:
- Juan de Zumárraga: Primer obispo de México, elevado más tarde a arzobispo por Clemente VII. Luchó en contra de las antiguas creencias indígenas, destruyendo así muchos templos y códices indígenas. Jugó un papel importante en la aparición de la Virgen de Guadalupe para atraer a los indígenas hacia el catolicismo.
- Vasco de Quiroga: Hidalgo castellano, se asentó en Pátzcuaro y más tarde en Valladolid, donde fundó el Colegio de San Nicolás Obispo. Fundó las plantas de artesanos y campesinos, por lo que fue llamado "Tata Vasco" por los indígenas purépechas.[4]

Los dominicos fueron la otra orden importante que se estableció en el virreinato, con poco tiempo de diferencia de los franciscanos. Llegaron hacia 1526 y establecieron sus misiones en Oaxaca y Chiapas. Bartolomé de las Casas presidió esta organización religiosa durante su estancia en Nueva España, y en 1542 escribió al rey informándole acerca de la situación de los indígenas en la Nueva España, cartas que más tarde recopiló en su obra "Brevísima relación de la destrucción de las Indias". Francisco de Vitoria, también dominico, sería también conocido por su defensa de los amerindios. Posteriormente el Consejo de Indias convocaría a De las Casas y a Juan Ginés de Sepúlveda a debatir sus ideas opuestas ante el problema de los indígenas en México. Fue entre 1550 y 1551, cuando ambos discutieron sus posturas en la llamada "Aula Triste" del Palacio de Santa Cruz. A este hecho se le conoce como Junta de Valladolid. Las ideas de De las Casas lograron mayor impacto en los oidores, lo que quedó plasmado en las Leyes de Indias de 1552.

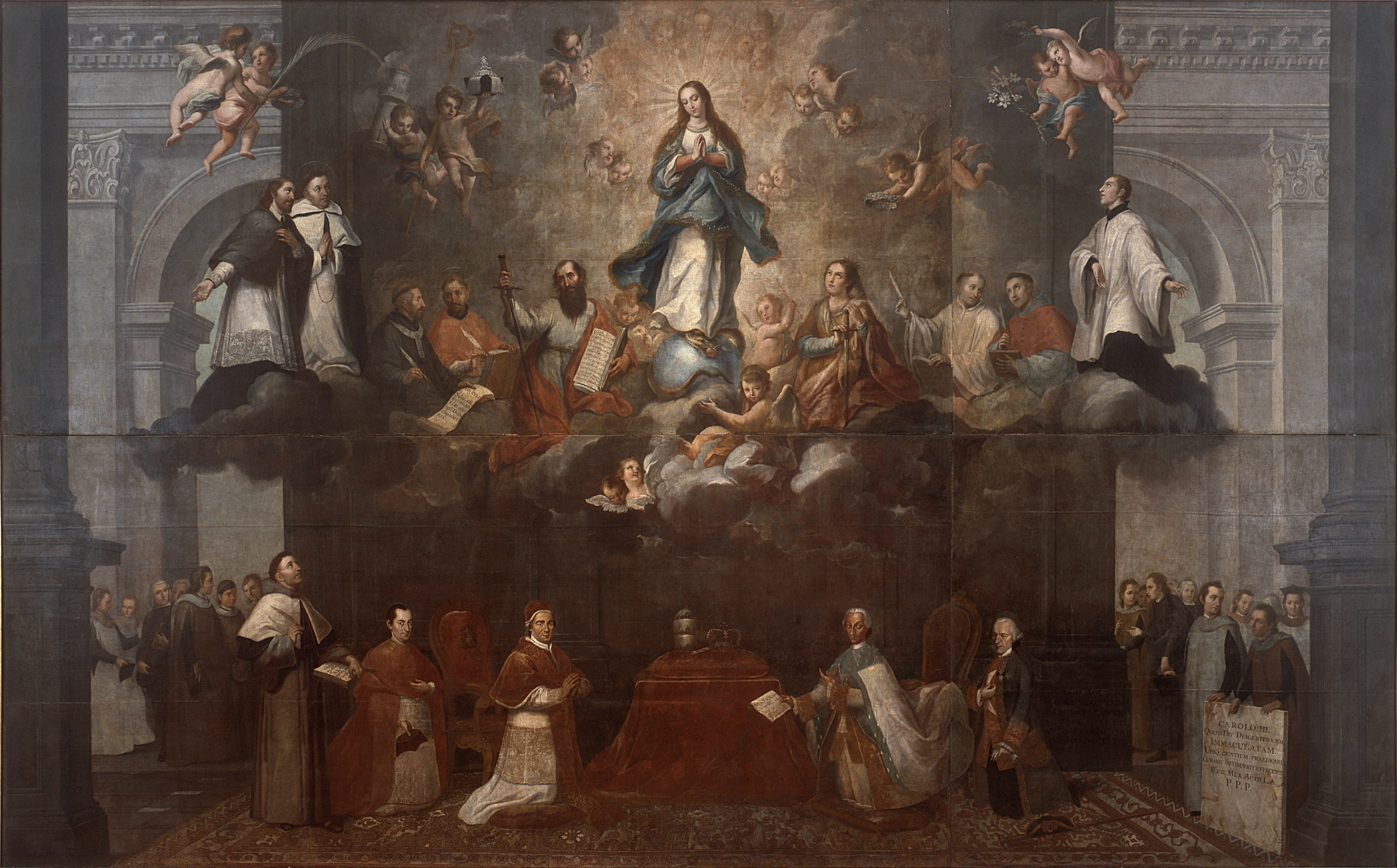
Glorificación de la Inmaculada por Francisco Antonio Vallejo, Museo Nacional de Arte (México). Representación de los dos poderes (Altar y el Trono) con la presencia del rey Carlos III y el papa Clemente XIV, secundados por el Virrey y el Arzobispo de México, respectivamente, de hinojos ante la Virgen María.

Los agustinos fueron la tercera orden en importancia, llegada en 1533 y extendida por la Mixteca y el Estado de Guerrero, pero más tarde lograron su expansión por la Huasteca de San Luis Potosí y Veracruz, unos años después a Michoacán. Entre otros, se destacaron Francisco de la Cruz, Agustín de la Coruña y Jerónimo Jiménez. A base de donativos, la orden se hizo de grandes propiedades que a la postre se convirtieron en haciendas y latifundios. Estas tres órdenes fueron las más influyentes y las que construyeron grandes edificios para su religión, que al paso de los siglos pueden verse todavía en pie.
Las órdenes minoritarias se dedicaban a atender los hospitales y las escuelas, como los juaninos. los hipólitos, los carmelitas, y los mercedarios, además de algunas órdenes femeninas como las clarisas. La máxima realización de las órdenes terciarias fue el Hospital de Jesús, durante siglos el mayor hospital capitalino, en él reposan los restos de Cortés.

### Relaciones de la Iglesia con la Monarquía y los pueblos indígenas
Los pueblos indígenas fueron en principio hostiles a la nueva doctrina y muchos de ellos se negaron a aceptar la religión católica como única oficial. Los frailes se encargaron de la labor evangelizadora y educativa.A la vez, integraron valores del México prehispánico. La Inquisición fue establecida en 1571 a semejanza de la española, que vigilaba y reprimía las manifestaciones contrarias a la religión, llevando muchas veces a sus sentenciados a la pena capital.  En principio, los religiosos se enfrentaron a Felipe II pues los sacerdotes deseaban abolir la esclavitud y la servidumbre predominante entre los indígenas, pero el rey se negó y estuvo a punto de expulsarles de sus dominios. El Papa Sixto V intervino y concilió a ambas partes.

## Las órdenes mendicantes
- Franciscanos, arribaron en 1524.
- Dominicos, arribaron en 1526.
- Agustinos, arribaron en 1533.
- Jesuitas, arribaron en 1572.
- Orden de Carmelitas Descalzos, arribaron en 1585.

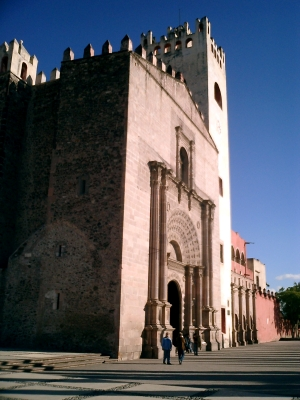
Antiguo convento de San Nicolás Tolentino en Actopan.

### Monasterios mendicantes
Los monasterios mendicantes en México fueron una de las soluciones arquitectónicas ideadas por los frailes de las órdenes mendicantes en el siglo XVI para la Evangelización en la Nueva España, pensadas para un número enorme de indígenas no católicos. Se basaron en el modelo monástico europeo, pero añadieron elementos innovadores en la Nueva España como la cruz atrial y la capilla abierta, además de caracterizarse por ostentar diversas corrientes decorativas y una apariencia recia como fortalezas.
La función religiosa de estas edificaciones se pensó para un número enorme de indígenas por evangelizar, aunque pronto por la política de reducción el conjunto se convirtió en el centro de enseñanza de sus comunidades y de los modos civiles de occidente, el castellano, diversos artes y oficios, salud, e incluso servicios fúnebres.

## Transmisión de los valores
Los españoles intentaron inculcar las costumbres católicas europeas como la Navidad y otras festividades católicas.

### La Santa Inquisición

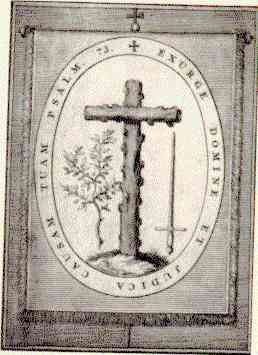
Escudo de la Inquisición española, con sede en la Nueva España. Institución fundada en 1478 por los Reyes Católicos para mantener la ortodoxia católica en sus reinos, que tiene precedentes en instituciones similares existentes en Europa desde el (véase el artículo Inquisición). La Inquisición española estaba bajo el control directo de la monarquía. No se abolió definitivamente hasta 1834, durante el reinado de Isabel II. Operó en Nueva España de 1571 a 1820, cuando por órdenes de Riego fue abolida, orden que llevó a cabo el virrey Juan Ruiz de Apodaca.

La Inquisición española fue establecida en la Corona de Castilla y en la Corona de Aragón por orden de Isabel I y Fernando II, en 1479. Pedro Arbués fue el primer inquisidor general, asesinado en 1485. Tras la caída de Granada, los moros y judíos que se negaron a convertirse al catolicismo fueron expulsados y asesinados por no dejarse manipular por ellos en 1492, algunos de ellos procesados por la inquisición, ejecutados y sus bienes confiscados. Al tomar posesión del Nuevo Mundo, Paulo III, pontífice de Roma, sugirió a Carlos I establecer el Santo Oficio de la Inquisición en América, pero las guerras en que el emperador estaba enfrascado impidieron realizar su objetivo. Abdicó Carlos I en su hijo Felipe II, quien durante los primeros años siguió la política de su padre, pero pudo instituir el Santo Oficio en Nueva España hacia 1571. Desde 1569 se establecieron los primeros tribunales en Lima y Cartagena de Indias. Fernando Valdés, inquisidor general, dictó las primeras dispensas para la inquisición novohispana. Ya desde los primeros años de la Colonia se habían dictado reservas para la persecución de herejes, castigo de blasfemias (instituida por Cortés en 1520, un año antes de la caída de Tenochtitlan) y proceso de idólatras, cuyo primer caso fue llevado por Nuño Beltrán de Guzmán contra un pueblo de tarascos, en 1530. Pedro Moya y Contreras fue el primer inquisidor general del Virreinato hasta su muerte en 1591. Paulo IV organizó el índice de libros prohibidos, que tuvo vigencia en Nueva España hasta 1820, año de la supresión del Santo Oficio. La tortura se empleaba como método para obtener confesiones y para castigar, siendo muchas veces exhibidos públicamente los condenados, usando un sambenito, poco antes de ser quemados en la hoguera mediante autos de fe. La revolución de Rafael de Riego, que dio origen al Trienio Liberal, suprimió definitivamente la Inquisición en marzo de 1820, siendo sus últimas labores la persecución de los liberales contrarios a Fernando VII. En América se fomentó la Leyenda Negra de la Inquisición Española, teniendo en los relatos de sentenciados fuente de referencia.

### La Virgen de Guadalupe y su papel como evangelizadora

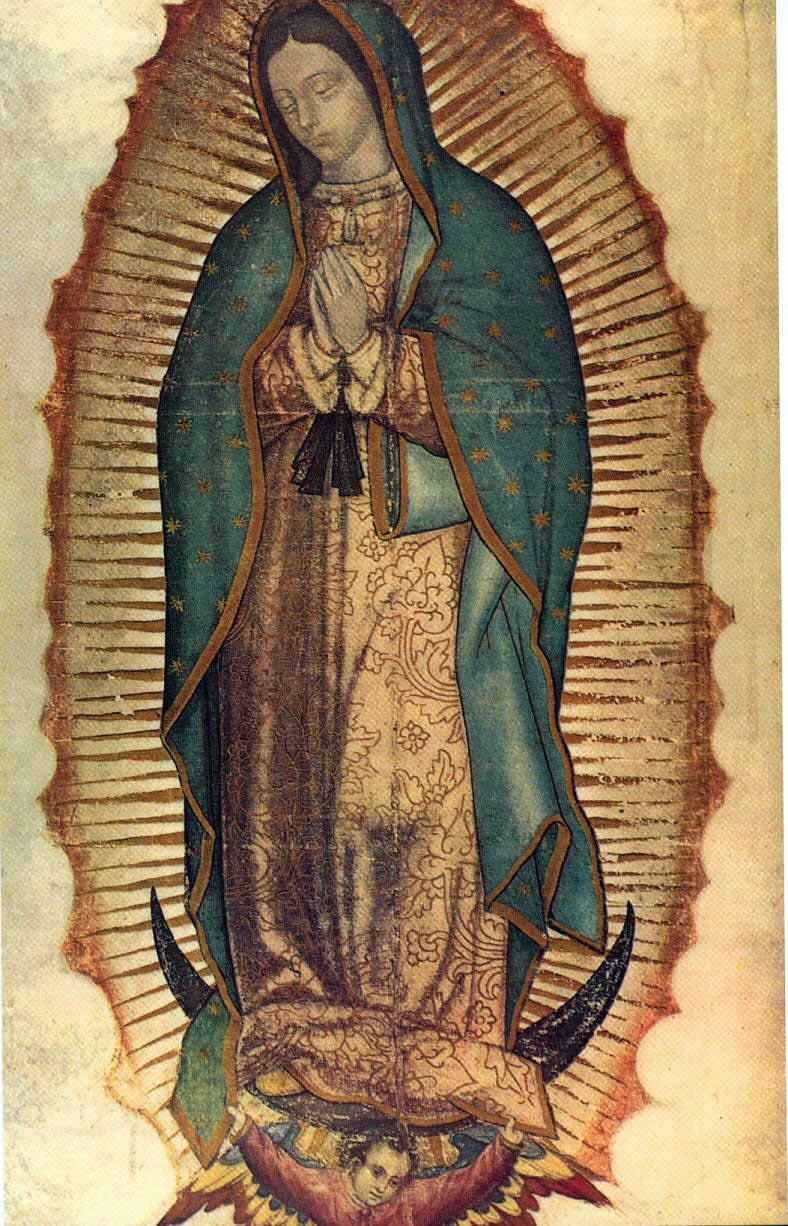
La Virgen de Guadalupe es una imagen religiosa en México. Se la venera como una imagen milagrosa en un ayate.

La evangelización en la Nueva España no fue tarea fácil, especialmente en los primeros años de la Colonia, cuando aún estaban arraigadas las costumbres prehispánicas religiosas. Fue en este ambiente de crispación y tensión religiosa que en 1531 apareció Nuestra Señora la Virgen de Guadalupe, que al paso de los tiempos fue convirtiéndose en un símbolo de la nación, fortaleció el mexicanismo y fue la más importante evangelizadora del Virreinato de Nueva España.
De acuerdo a la tradición recogida años después en el Nican Mopohua, el 9 de diciembre de 1531 un indígena caminaba por las laderas del valle de México. Su nombre era Juan Diego Cuauhtlatoatzin (venerado como santo por la Iglesia católica), y se dirigía a Tlatelolco a escuchar la predicación de la doctrina católica. La aparición de la Virgen a Juan Diego se realizó con el fin de acaparar la atención de los indígenas y construir un santuario para su veneración en el cerro del Tepeyac, lugar donde ocurrieron las manifestaciones. La Virgen le pidió a Juan Diego que fuera a ver al entonces obispo de México, fray Juan de Zumárraga, y le pidiera que construyera el templo. Por dos veces Juan Diego entregó el mensaje, ante el escepticismo de Zumárraga, quien finalmente, le pidió una señal de que era cierto que se le aparecía la Virgen. Pocos días después, el 12 de diciembre, el tío de Juan Diego, Juan Bernardino, cayó enfermo, y Juan Diego corrió a la capital por un confesor, pero lo hizo por otro sendero para eludir el contacto con la Virgen por no poder en ese momento atender su demanda. La Virgen le salió al encuentro por el camino diciéndole que su tío había sanado, enviándolo a recoger flores en la cumbre del Tepeyac, como señal para el obispo. Juan Diego, mientras tanto, se presentó ante el obispo de México y algunas personas de la alta sociedad, mostrándoles las rosas de Castilla en su manto, en el que además había quedado estampada la imagen de la Virgen de Guadalupe. Zumárraga atribuyó el hecho a una intervención divina, tomó el ayate de Juan Diego y ordenó su exhibición pública. Años más tarde, esta historia se relataría en el Nican Mopohua escrito en náhuatl por Luis Lasso de la Vega. Juan Diego murió en 1548, fue beatificado en 1990 y canonizado en 2002, ambos procesos por Juan Pablo II. Alonso de Montúfar, sucesor de Zumárraga en el arzobispado de México, mandó construir la primitiva Basílica de Guadalupe, inaugurada en 1708, y con calidad de santuario desde 1738, concedido por Benedicto XIV, quien también designó a la Virgen de Guadalupe "Patrona de México" y "Emperatriz de América". Los estragos de las guerras civiles de México dañaron la estructura de la basílica por lo que en 1968 el arquitecto Pedro Ramírez Vázquez tomó el proyecto de la nueva Basílica, inaugurada el 12 de octubre de 1976.
La importancia de la imagen radica en que durante siglos ha tenido un papel preponderante en la historia de México, como símbolo patrio no oficial, ya que su fiesta (12 de diciembre) no fue abolida del calendario con las Leyes de Reforma, inspiró a los insurgentes como estandarte de su lucha y es considerada por el pueblo como la patrona de México y de toda América.

### El infierno
Los evangelizadores españoles se propusieron también divulgar entre los pueblos precolombinos la noción del infierno cristiano, lugar donde se castigaba a pecadores e infieles. Los efectistas sermones de los misioneros, en los que combinaban el catecismo con la iconografía de las obras de arte, sembraron en las poblaciones el terror a este infierno de los colonizadores. Los predicadores católicos persuadían a los nativos de que sus reyes y antepasados habían sido irremediablemente condenados por idolatría. Queda documentada la incorporación de estas nuevas creencias a la estructura mental de los indígenas de México desde comienzos del siglo XVII, tal y como se desprende del contenido de sus delirios y visiones: la mayor parte de estas alucinaciones psicóticas o etílicas estaban relacionadas con el infierno.

## Conflictos de la Iglesia con la Corona española

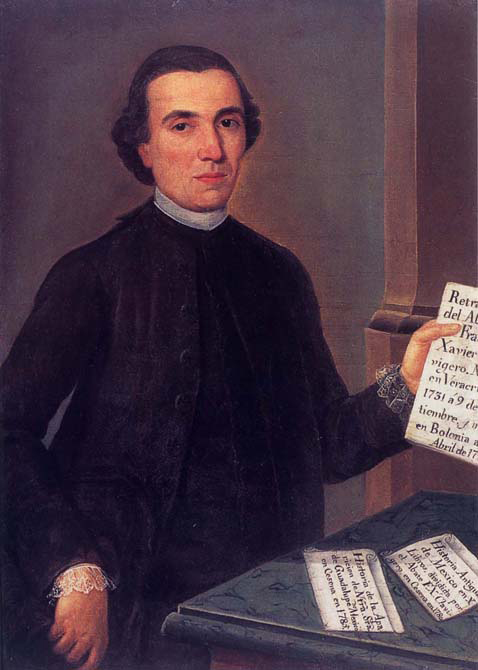
Francisco Xavier Clavijero, intelectual y jesuita de la Nueva España, expulsado con el resto de la orden en 1767. Se exilió en Roma, donde escribió muchas veces al Papa Clemente XIII y a Carlos III de España pidiendo su regreso a la Nueva España. Le fue negado y comenzó a escribir su "Historia de la Antigua o Baja California" en dos volúmenes. Murió en 1787, en Bolonia.

Tras el advenimiento del primer Borbón a la Corona española, Felipe V en 1700, el nuevo monarca se hizo rodear de consejeros afrancesados enemigos del clero peninsular, lo que de inmediato generó conflictos que se extendieron a lo largo de todo el siglo XVIII. La sobrepoblación de clérigos y religiosas hizo que en 1717 el rey, aconsejado por su mujer Isabel de Farnesio, dictara prohibiciones de fundar nuevos conventos en América y en 1734 se les impidió recibir a nuevos miembros durante el plazo de diez años. Fernando VI, hijo y sucesor del anterior, tuvo una política conciliadora con la Iglesia e incluso firmó un concordato con Benedicto XIV en 1753, pero al año siguiente evitó que el clero interviniese en la redacción de testamentos. Al morir Fernando VI sin descendencia, el trono pasó a manos de su liberal hermano Carlos III, antiguo rey de Nápoles. En sus nuevos dominios aplicó las mismas políticas anticlericales que en Nápoles. El conde de Aranda, su primer ministro, le informó del peligro que representaban los jesuitas para la corona, por sus enseñanzas liberales y por su alianza con Clemente XIII, por lo que el rey determinó expulsarles en 1767, causando así la caída del sistema educativo de la Nueva España, pues los jesuitas eran los mayores educadores de la juventud novohispana. El ejército condujo a los jesuitas a su destierro, y reprimió además manifestaciones populares de repudio a la medida de Carlos III, como las suscitadas en San Luis Potosí, Uruapan, Pátzcuaro y Guanajuato. La orden del rey fue ejecutada por el virrey Carlos Francisco de Croix y por el visitador José de Gálvez, quien años más tarde se convirtió en virrey y aplicó la "Real cédula sobre enajenación de bienes y cobro de capitales de capellanías y obras pías para la consolidación de vales reales", lo que de un solo golpe destruyó la estructura económica de la Iglesia en la corona, que había funcionado durante más de dos siglos. Los fondos recaudados fueron para fortalecer a la armada y al ejército español, pues las ideas revolucionarias francesas comenzaban a traspasar fronteras.

### Poder económico de la Iglesia en Nueva España

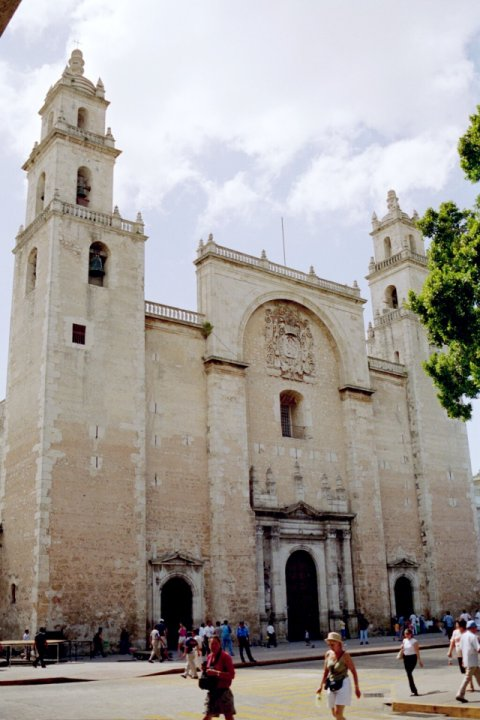
La Iglesia consiguió gran cantidad de dinero a través de las capellanías y donativos, con los que construyó catedrales como la de San Ildefonso de Yucatán.

La Iglesia en España fue dividida en dos grandes órdenes: el clero secular —integrado por los sacerdotes que no pertenecen a ninguna orden y que están sometidos al poder de los obispos— y el clero regular, formado por las órdenes religiosas de hombres y mujeres, sujetos a las reglas que su orden les imponga. Esta estructura fue traída a la Nueva España, donde sufrió algunos cambios pero la esencia se mantuvo a lo largo de la colonia. El diezmo fue, sin duda, la base de la economía clerical novohispana, instituido por Alejandro VI en el Tratado de Tordesillas (1494). Era una especie de impuesto sobre la renta, que equivalía a la décima parte de las ganancias obtenidas por cada súbdito en un año, con respecto a sus propiedades inmuebles, ganaderas y agrícolas, además de las comerciales. En su mayoría, el diezmo era usado para cubrir las necesidades de los sacerdotes y pagar tributo a la corona, el resto era enviado al Papa quien lo distribuía en la cristiandad de acuerdo a su criterio. Así, muchas órdenes consolidaron su poder al adquirir haciendas, acumulando de esta manera muchos latifundios considerados "en manos muertas", y fueron desamortizados hasta 1856 con Benito Juárez. El virreinato concedía "merced de estancias" a ciertos colegios particularmente pobres, aunque esto rayaba en contra de que la Iglesia tuviera bienes raíces, norma dictada por Pío VI. Otras órdenes como los agustinos, poseían extensiones de terrenos para la crianza de ovejas. Las capellanías fueron una de las mayores fuentes de ingresos para la Iglesia, consistía en un impuesto que se gravaba sobre las propiedades de rurales, casas tiendas o talleres, a semejanza de una hipoteca. Los censos consistían en una renta anual o hipoteca sobre una propiedad.